# Bahnhof Werdau
Der Bahnhof Werdau ist eine Betriebsstelle der Bahnstrecke Leipzig–Hof und der hier abzweigenden, seit 2000 stillgelegten Bahnstrecke Werdau–Mehltheuer auf dem Stadtgebiet von Werdau im westsächsischen Landkreis Zwickau.

## Geschichte
Der Bahnhof wurde 1845 eröffnet. Über das Bogendreieck südlich des Bahnhofes verläuft die Strecke nach Bayern in Richtung Reichenbach (Vogtland), Hof, München und Allgäu sowie Zwickau, Chemnitz und Dresden.
1876 wurde die abzweigende Bahnstrecke nach Wünschendorf eröffnet, auch Thüringer Waldbahn genannt. 1877 wurde dafür ein neues Bahnhofsgebäude errichtet, 1907 erhielt es einen Anbau. Er hat einen stuckverzierten Speisesaal, Eisenbahnerwohnungen, eine Gepäckstation und eine Bahnpoststation, außerdem gab es Wärterhäuschen.
Um 1900 wurde der Bahnhof umgebaut, die Strecke nach Wünschendorf wurde verlegt. Statt von Süden wurde sie von Norden in den Bahnhof eingeführt, außerdem wurde im Norden auch ein Überwerfungsbauwerk errichtet, wobei ein Gleis der Strecke nach Wünschendorf über die Strecke Plauen–Leipzig hinwegführte.
Werdau wurde Dreh- und Angelpunkt, ein wichtiges Zentrum mit Bahnbetriebswerk und Waggonbau. Ebenso gab es einen Lokschuppen. Werdau erblühte zu einer führenden Industriestadt.
1999 wurde der Personenverkehr nach Wünschendorf eingestellt. In der Folge wurde die Stilllegung betrieben. Das Überwerfungsbauwerk nördlich des Bahnhofes wurde entfernt, über die Umgehungsstraße wurde keine Brücke angelegt, so dass die Strecke heute zwischen Werdau West und Werdau unterbrochen ist.
1999 wurde ein Elektronisches Stellwerk in Betrieb genommen und das historische Bahnhofsgebäude bis zum Jahre 2003 teilsaniert. Original erhalten blieben die Mitropahalle mit ihren zahlreichen Stuckverzierungen, Holzvertäfelungen an den Wänden sowie drei große, alte Bahnhofsuhren. Der lange hölzerne Wandelgang aus den Anfangsjahren des Bahnbetriebes wurde mit einer eingezogenen Zwischendecke versehen, welche die historischen Holzdecken verbirgt. Die einstige Gepäckaufbewahrung und Königliche Bahnpoststelle wurde zu einem Bistro und Zeitungsladen. In der Durchgangshalle wichen die einstigen Fahrkartenschalter einem neuen Ticketpoint, welcher als Juniorfirma geführt worden war. Aufzüge und neue Toilettenanlagen wurden im Gebäude eingebaut. Büros sowie Schalträume wurden neu ausgebaut. Neue Bahnsteige gingen in Betrieb, welche für ICE-Züge ausgelegt sind und für die Interregiozughalte in Werdau, auf dem Weg nach Oberstdorf/Allgäu, mit Überlänge errichtet wurden.
Im Dezember 2013 fand ein großes Begrüßungsfest in der historischen Mitropahalle anlässlich des ersten Halts der S-Bahn Mitteldeutschland in Werdau statt. Organisiert und umgesetzt durch die Agendagruppe Umwelt und Verkehr Werdau wurde morgens um 6.11 Uhr die erste einfahrende S-Bahn durch Bürger der Stadt begrüßt.
2014 erging ein Stadtratsbeschluss, wonach das historische Bahnhofsgebäude einem Haltepunkt mit ÖPNV-Nutzung weichen sollte, bei Baukosten im Gesamtvolumen von etwas über drei Millionen Euro. Noch im gleichen Jahr wurde, wiederum auf Initiative der Agendagruppe Umwelt und Verkehr, die historische Mitropahalle für „Talk im Bahnhof“ genutzt. Ab 2015 fand dann einer der ersten Elektromobilitätstage sowie in Absprache mit der Deutschen Stiftung Denkmalschutz der Tag des offenen Denkmals statt. Der Denkmalschutz des Bahnhofes wurde 2016 aufgehoben. Sehr viele Bürger haben sich in einer Petition für den Erhalt des Bahnhofsgebäudes eingesetzt. 2016 gründete sich der Bürgerverein Wir in Werdau Süd.
Der Verein sowie zahlreiche weitere Initiativen, beispielsweise Schüler der Stadt Werdau, setzten sich für den Erhalt und die Nutzung des historischen Bahnhofsgebäudes als Kulturgut des Industriekulturraumes Chemnitz – Zwickau ein, wie durch Studenten der Fachhochschule Erfurt vorgeschlagen und im INSEK (Integriertes Stadtentwicklungskonzept) festgehalten.
Der Abriss des Bahnhofsgebäudes wurde Anfang 2020 verkündet. Bis Ende des Jahres erfolgten bauvorbereitende Maßnahmen, im Jahr 2021 war dann der eigentliche Abriss sowie die Umgestaltung des Areals vorgesehen. Insgesamt wurden 3,5 Millionen Euro investiert, hiervon trug die Kommune 600.000 Euro. Der tatsächliche Abriss des Empfangsgebäudes erfolgte im Oktober 2023, nachdem eine Bürgerinitiative den Rückbau im Frühjahr 2023 vorläufig stoppen konnte.

## Anlage

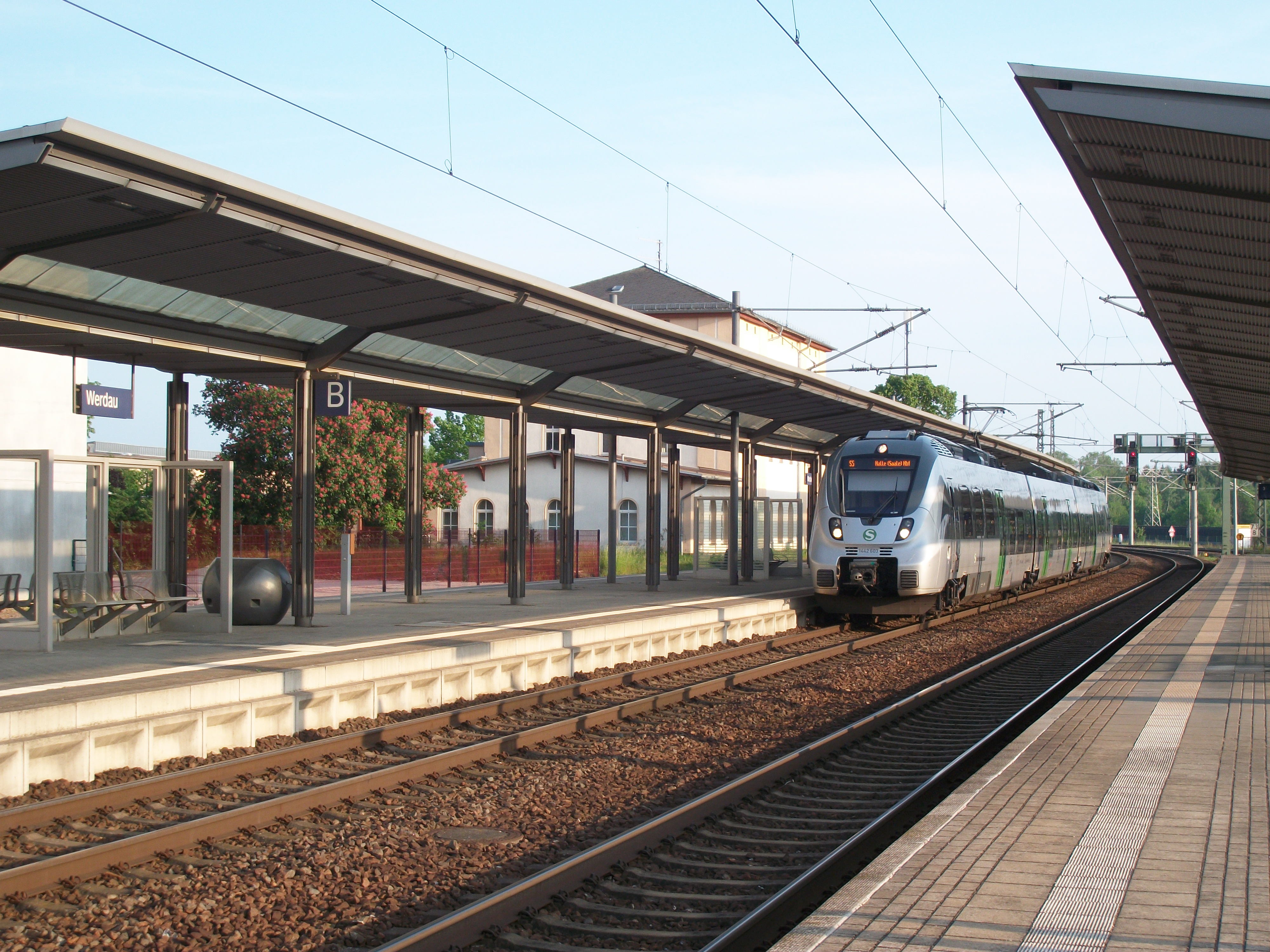
Bahnsteige (2016)

Die Gleiszugänge erfolgen durch die historische Bahnhofshalle. 2000 wurden die direkten Gleiszugänge zu Gleis 1, dem Waldbahnbahnsteig, entfernt und Werdaus Bahnhof mit Bahnsteigen (Gleis 1–4 mit dann nur noch vorhandenem Zugang durch die Bahnhofshalle) modern ausgebaut. Vor dem Ausbau war der Direktzugang zu den Gleisen sowie zusätzlich durch die Bahnhofshalle möglich. Neue Türen, Fenster, Fußböden, Zwischendecken, ein behindertengerechtes WC, eine neue Heizungsanlage, neue Fahrkartenausgabe und Automaten sowie saniert ausgebaute Ladenfläche in der ehemaligen Gepäckaufbewahrung wurden bis zum Jahr 2000 geschaffen.
Zur kulturellen Belebung der Stadt finden im und um das Bahnhofsgebäude, welches Ausgangspunkt für Stadtführungen durch private Anbieter und Initiativen ist, regelmäßig Veranstaltungen statt.

## Anbindung
Im Fahrplanjahr 2022 wird Werdau von den Linien S5 und S5X der S-Bahn Mitteldeutschland (Halle (Saale) Hbf–Zwickau (Sachs) Hbf) und der Linie RB2 der Vogtlandbahn (Zwickau (Sachs) Hbf–Cheb) bedient. Die Züge der Linie RB2 wechseln in Werdau ihre Fahrtrichtung. Ebenfalls wurde Werdau im Jahr 2019 von der Mitteldeutschen Regiobahn (MRB), auf der Strecke nach Dresden angefahren. Seit mehreren Jahren halten historische Dampfzüge im Rahmen von Nostalgiefahrten verschiedener Anbieter.
Werdau hat bereits direkte Bushalte vor dem historischen Bahnhofsgebäude. Täglich halten direkt am Fußweg vor dem Gebäude drei bis vier Busse hintereinander zum direkten Ausstieg vor der Bahnhofshallentür. Bushalte gibt es auch zum direkten Aussteigen vor dem ehemaligen Speisesaal. Ebenso sind direkt vor dem historischen Bahnhof mehrere große überdachte Bushaltebuchten sowie ein überdachter Taxistand.
Am Bahnhofsgebäude befinden sich etwa 50 Parkplätze. Westlich des Bahnhofes verläuft die nicht direkt zugängliche Staatsstraße 289.

### Linienübersicht
| Linie | Linienverlauf | Takt (min) | EVU             |
| ----- | --- | ---------- | --------------- |
| RB 2  | (Cheb (Eger) – Františkovy Lázně (Franzensbad) – Bad Brambach – Bad Elster – Adorf (Vogtl) –) Plauen (Vogtl) ob Bf – Werdau – Zwickau (Sachs) Hbf – Zwickau (Zentrum) | 060        | Die Länderbahn  |
| S 5   | Halle – Flughafen Leipzig/Halle – Leipzig – Leipzig-Connewitz – Böhlen – Altenburg – Lehndorf – Gößnitz – Crimmitschau – Werdau – Zwickau                             | 060        | DB Regio Südost |
| S 5X  | Halle – Flughafen Leipzig/Halle – Leipzig – Leipzig-Connewitz – Altenburg – Gößnitz – Crimmitschau – Werdau – Zwickau                                                 | 060        | DB Regio Südost |